# أرتق بن أكسب
أُرْتُقُ بْنُ أَكْسَبَ التركمانيُّ (توفي 1091م) وفي بعض المصادر «أرتق بن أكسب» وقيل بأن هذا الأخير هو الأرجح، ويلقّب بظهير الدين. وهو جد/مؤسّس سلالة الأرتقيّون أو الأراتقة، ممّن جاؤوا بعد انتصار السلاجقة في معركة ملاذكرد إلى الأناضول مع القبائل التركية الأخرى. وكان انتماؤه على وجه التحديد يعود إلى قبيلة الدقر التركمانيّة حسبما تشير بعض المصادر الأجنبيّة، والتي كانت ضمن القبائل التركمانيّة العديدة التي اشتركت في الزحف السلجوقيّ وبناء كيان الدولة السلجوقية.
كان للقائد السلجوقي أرتق بن أكسب دور في تتبع فلول القرامطة في الأحساء سنة 469هـ/ 1077م، حيث سار في رجب من هذه السنة إلى القطيف فوجد صاحبها يحيى بن العباس الخفاجي قد أخلاها ومضى إلى جزيرة أوال، فانتقل أرتق إلى الاحساء وأخضع القرامطة للخليفة العباسي والسلطان السلجوقي ملكشاه وفرض عليهم جزية مقدارها عشرة آلاف دينار، لكن ما لبث ان استقر الاتفاق بينهم، وبادر أرتق بك بالعودة حتى نقض القرامطة العهد فعاد اليهم وقتل الكثير من زعمائهم لكنه لم ينجح في إخضاعهم بل أصبحوا تحت سلطة عبد الله العيوني مؤسس الدولة العيونية(4).(سبط ابن الجوزي، مرآة الزمان في تاريخ الاعيان، تحقيق: علي سويم، مطبعة الجمعية التاريخية التركية، أنقرة، 1968.ص 181.)
وكان حاكم القدس وفلسطين من قبل السلاجقة حيث عيّنه تتش بن ألب أرسلان أميرًا على ولاية بيت المقدس، وذلك عام 479هـ الموافق 1086م، وأرتق هو أبو سقمان وإيلغازي اللذين خلفاه في الحكم بعد وفاته.
يقول الدكتور عماد الدين خليل في مقدمة كتابه (الإمارات الارتقية في الجزيرة الفراتية والشام): «ويعـود الفضل في ظهور الأراتقة على المسرح السياسي والعسكري لجدهم أرتق بن أكسك الذي لعب دورًا مهمًا في المراحل الأولى من قيام الدولة السلجوقية، وقد أهله هذا الدور للحصول علـى مناصب قيادية، واقطاعات عددية في العراق والشام وفلسطين، تعد النـواة الأولـى لكيـان الأراتقة السياسي، وما أن توفي أرتق حتى تعرض أبناؤه، بعـد فتـرة قصـيرة، لفقـدان قطاعهم في القدس، وتفرقوا في البلاد، ولكنهم تمكنوا بطموحهم ومهارتهم الفردية ورغبـتهم في المغامرة، فضلاً عن ولاء عدد كبير من مقاتلي التركمان لهم، من تحقيق مكاسب عديـدة للعائلة الأرتقية، وتأسيس أولى إماراتهم في ديار بكر، والتي شملت عددًا من أهـم حصـون المنطقة».